# Pedicul renal
Pediculul renal, aflat la nivelul rinichilor, reprezintă mulțimea formată de pelvisul renal, artera aortă, vena cavă inferioară și fibrele nervoase. Hilul renal separă venele renale (ramificații ale venei cave inferioare) și arterele renale (ramificații ale arterei aorte), care vin dinafara rinichilor, de pelvis, care se află înăuntrul rinichiului.